# Hans Hörmann (Bauforscher)
Hans Hörmann (* 5. Juli 1894 in München; † 12. November 1985 in Schäftlarn) war ein deutscher Architekt, Bauforscher und Denkmalpfleger.
Nach dem Abitur 1913 am Wilhelmsgymnasium München studierte Hans Hörmann Architektur an der Technischen Hochschule München bis zum Diplom 1920. Danach trat er in den Regierungsbaudienst ein. Daneben studierte er Klassische Archäologie an der Universität München, wo er 1924 mit der Arbeit Die römische Bühnenfront zu Ephesos. Ein neuer Rekonstruktionsversuch und seine Würdigung im Rahmen der zeitgenössischen Fassadenarchitektur zum Dr. phil. promoviert wurde. Er nahm an den Grabungen in Didyma und der Johanneskirche von Ephesos teil. Seit 1928 war er Regierungsbaurat in Passau, wo er die dortige Dombauhütte begründete. 1934 wurde er an der Technischen Hochschule München mit der Arbeit Methodik der Denkmalpflege. Wege und Ziele der Instandsetzung bei Bauwerken der Antike und des Mittelalters zum Dr.-Ing. promoviert. Seit 1938 war er als Architekturreferent am Bayerischen Landesamt für Denkmalpflege tätig, unterbrochen 1939 bis 1944 als Kunstschutzoffizier in Frankreich und 1945 bis 1949 durch Amtsenthebung. Die Pensionierung erfolgte 1959.

## Schriften
- Denkmalpflege und Steinschutz in England. Callwey, München 1928 (= Veröffentlichungen der Bayerischen Staatsbauverwaltung.)
- Die inneren Propyläen von Eleusis. de Gruyter, Berlin / Leipzig 1932. (= Denkmäler antiker Architektur, Band 1.)
- St. Severin zu Passau. Die Kirche und ihre Baugeschichte nach neuen Ausgrabungen und Untersuchungen. Institut für ostbairische Heimatforschung, Passau 1935. (= Veröffentlichungen des Instituts zur Erforschung des deutschen Volkstums im Süden und Südosten in München und des Instituts für ostbairische Heimatforschung in Passau, Band 4; Veröffentlichungen des Instituts für ostbairische Heimatforschung in Passau, Heft 13.)
- Wege und Ziele der Instandsetzung bei Bauwerken der Antike und des Mittelalters. Ein Beitrag zur Methodik der Denkmalpflege. Filser, München 1937.
- Methodik der Denkmalpflege. Wege und Ziele der Instandsetzung bei Bauwerken der Antike und des Mittelalters. Filser, München 1938. (= Studien zur Bauforschung.)
- Kathedralen in Frankreich unter deutschem Schutz. Bilder und Beschreibungen. Wegleiter Verlag, Paris 1943.
- Schlösser in Frankreich. Bilder und Beschreibungen. Wegleiter Verlag, Paris 1944.
- Der Passauer Dom. Ein Beitrag zu seiner Baugeschichte. Filser, München 1949.
- mit Josef Keil, Georgios Soteriou: Die Johanneskirche (= Forschungen in Ephesos Band 4, 3). Verlag der Österreichischen Akademie der Wissenschaften, Wien 1951 (Digitalisat).